# Histocidaridae
De Histocidaridae zijn een familie van zee-egels uit de orde Cidaroida.

## Geslachten
- Histocidaris Mortensen, 1903